# سلوین ایمیج
سلوین ایمیج (به انگلیسی: Selwyn Image)؛ (زادهٔ ۱۷ فوریه ۱۸۴۹ میلادی – درگذشتهٔ ۲۱ اوت ۱۹۳۰ میلادی) یک هنرمند، طراح، نویسنده و شاعر مهم اهل بریتانیا بود که با جنبش هنر و صنایع دستی مرتبط بود. او شیشه‌های رنگی، مبلمان، گل‌دوزی طراحی می‌کرد و تصویرگر کتاب بود. ایمیج هفتمین استاد اسلید هنرهای زیبا در آکسفورد از سال ۱۹۱۰ تا ۱۹۱۶ میلادی بود.

## سنین جوانی و تحصیل
سلوین ایمیج در بودیام، ساسکس در ۱۷ فوریه ۱۸۴۹ میلادی در خانوادهٔ کشیش جان ایمیج (حدود ۱۸۷۸–۱۸۰۲ میلادی)، جانشین بودیام و مری ماکسول (نی هیندز حدود ۱۸۵۷–۱۸۰۷ میلادی) به دنیا آمد. او در سال ۱۸۶۸ میلادی در کالج مارلبورو و کالج جدید، آکسفورد تحصیل کرد و در آنجا طراحی را زیر نظر جان راسکین آموخت. ایمیج با قصد ورود به جامعهٔ روحانیت و پیروی از پدرش به عنوان جانشین بودیام، در سن ۲۴ سالگی دستورات مقدس را دریافت کرد. او در سال ۱۸۷۲ میلادی به عنوان شماس منصوب شد و سال بعد کشیش شد. او در تاتنهام و بعداً در سنت آن، سوهو سرپرست بود. ایمیج در سال ۱۸۸۰ میلادی با ای.اچ. مکموردو و دستیار راسکین، آرتور برجس شروع به مطالعهٔ هنر کرد. ایمیج سرانجام در سال ۱۸۸۲ میلادی روحانیون را رها کرد.

## اتحادیهٔ هنرمندان قرن و اتحادیهٔ کارگران هنر
او با اتحادیهٔ هنرمندان قرن در لندن که توسط معمار و طراح برجسته ای.اچ. مکموردو و هربرت پرسی هورن تأسیس شده بود، مرتبط بود. با مکموردو، ایمیج کارگاه‌های اتحادیه را تأسیس کرد که مبلمان، کاغذ دیواری، عمدتاً ملزومات طراحی داخلی مانند: مبلمان، شیشه‌های رنگی، فلزکاری و نقاشی‌های تزئینی را تولید می‌کردند. ایمیج از سال ۱۸۸۶ تا ۱۸۹۲ میلادی یکی از سردبیران مجلهٔ اتحادیه، اسب هابی، بود. او یکی از اعضای فعال اتحادیهٔ کارگران هنر در لندن بود و در سال ۱۹۰۰ میلادی استاد این انجمن شد.

## طراح شیشهٔ رنگی
یکی از اولین طرح‌های شیشهٔ رنگی ایمیج، با عنوان فصل‌ها، ساخته‌شده توسط: جیمز پاول و پسران، در نمایشگاه بین‌المللی پاریس در سال ۱۸۷۸ میلادی به نمایش گذاشته شد. طرح‌های ایمیج تحت‌تاثیر کار ویلیام موریس بود. طرح‌های اولیهٔ ایمیج که از فیگورهای منفرد در برابر پس‌زمینه‌ای گل‌دار تشکیل شده‌اند، از کارهای قبلی موریس الهام گرفته شده‌اند. ایمیج یکی از اولین سفارش‌های شیشه‌های رنگی موریس و شرکت را، که شامل یکی از یک جفت پنجرهٔ دو-نورگیر (۱۸۶۲ میلادی) که چهار فرشته در کلیسای سنت مایکل و همهٔ فرشتگان در برایتون را به تصویر می‌کشد، چنین توصیف می‌کند: «به عنوان یکی از بهترین پنجره‌های مدرن که من می‌شناسم». پنجرهٔ اولیه، طراحی شده توسط: فورد مادوکس براون، الهام بخش پنجرهٔ فرشتگان‌مقرب ایمیج در مورتیهو بود.
اساس طراحی شیشهٔ رنگی ایمیج «سادگی رفتار، نه تنها در طراحی فیگور و تزئینات — که کاملاً با کارهای گرافیکی معاصر او مطابقت دارد، از جمله برای مجلهٔ اتحاد قرن، اسب هابی — بلکه در استفاده از آن‌ها پیشرو نیز بود. مقاله‌ای که در سال ۱۸۹۰ میلادی در اسب هابی منتشر شد، ایمیج اصول طراحی شیشه‌های رنگی خود را تشریح کرد و تأکید کرد که کیفیت «غنا و درخشندگی اثر… به میزان کمی به مدیریت تقدم‌ها بستگی دارد».
ایمیج و هنرمند مشهور شیشهٔ رنگی، کریستوفر وال در دههٔ ۱۸۸۰ میلادی با یکدیگر آشنا شدند و دوستانی ماندگار شدند. وال و ایمیج از اولین پیشگامان و مشارکت‌کنندگان مهم در جنبش هنر و صنایع دستی بودند. ایمیج کمتر از ۳۰ پنجره را در طول فعالیت حرفه‌ای خود طراحی کرد، اما تعدادی از کارتون‌های (طرح) او در نمایشگاه‌های هنر و صنایع دستی به نمایش درآمدند. تعدادی از طرح‌های ایمیج نیز در کتاب‌ها و مجلاتی که ایمیج بواسطهٔ آن‌ها طرفداران زیادی پیدا کرد، به تصویر کشیده شدند. کریستوفر وال یکی از کارتون‌های ایمیج را در کتابچهٔ راهنمای تأثیرگذار کار شیشهٔ رنگی (۱۹۰۵ میلادی) خود گنجاند، «به عنوان نمونه‌ای از سبک «ساده و شدید» طراحی که به بهترین وجه برای رسانه مناسب است.»
ایمیج در کار تعدادی از هنرمندان شیشهٔ رنگی، از جمله دو زن: مری جی. نیویل (۱۹۴۷–۱۸۶۰ میلادی) و هلن کومب (۱۹۳۷–۱۸۶۴ میلادی) تأثیرگذار بود. مری جی. نیویل هنرمند و صنعتگر با استعدادی بود که در دهه‌های ۱۸۸۰ و ۱۸۹۰ میلادی در مدرسهٔ هنر شهرداری بیرمنگام آموزش دید. هلن کومب دانشجوی ایمیج در مدرسهٔ هنرهای زیبای اسلید بود و طرح او برای پنجرهٔ مری و مارتا در نمایشگاه هنر و صنایع دستی ۱۸۹۶ میلادی به نمایش گذاشته شد و تأثیر ایمیج را به عنوان مربی هنری نشان داد.

## نویسنده، مدرس و شاعر
ایمیج یک نویسندهٔ تأثیرگذار در طراحی و اولین استاد اسلید هنرهای زیبا در آکسفورد از سال ۱۹۱۰ تا ۱۹۱۶ میلادی بود.
بین دسامبر ۱۸۸۷ و فوریه ۱۸۸۸ میلادی، ایمیج مجموعه‌ای از چهار سخنرانی دربارهٔ هنر مدرن در اتاق‌های ویلیس برگزار کرد. اسکار وایلد حداقل در یکی از این مجموعه‌ها شرکت کرد و دومین سخنرانی را در ساندی تایمز در ۲۵ ژانویه ۱۸۸۸ میلادی ارائه کرد. ایمیج همچنین از نزدیکان آرتور سایمونز بود و ممکن است معشوقهٔ آن زمان سایمونز، موریل (ادیت هیکن) را به عنوان مدل نقاشی با ایمیج به اشتراک گذاشته باشد.
ایمیج تعدادی مقاله منتشر کرد، مقدمه‌ها و مقالاتی را به نشریات علمی ارائه کرد و مجموعهٔ شعری به نام شعرها و سرودها را در سال ۱۸۹۴ میلادی منتشر کرد.

## دیگر آثار
طراحی بلوک-خطی ایمیج برای جلد اولین شمارهٔ اسب هابی (۱۸۸۴ میلادی)، انتشارات اتحادیه، به‌طور گسترده‌ای شناخته شده‌است. از دیگر آثار مشهور می‌توان به طراحی گل‌دوزی برای مدرسهٔ سلطنتی سوزن‌دوزی، و صحافی مانند: رمان استفانیا (۱۸۹۳ میلادی) اشاره کرد.
در سال ۱۹۰۰ میلادی، ایمیج به عنوان طراح برای تولیدکنندهٔ مبلمان گلاسگو، وایلی و لاک‌هد استخدام شد.

## مرگ و میراث

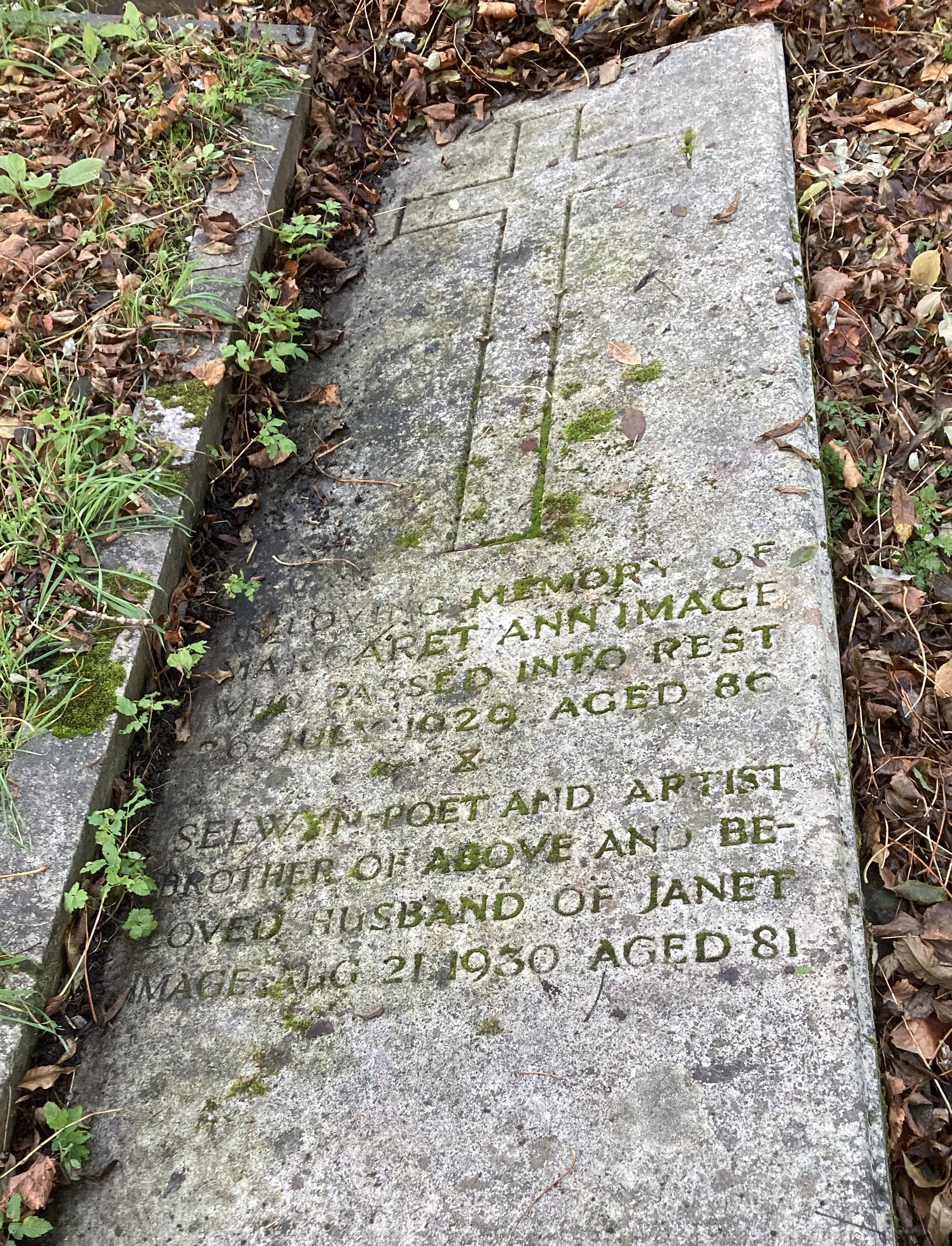
گور ایمیج سلوین در گورستان هایگیت

ایمیج در ۲۱ اوت ۱۹۳۰ میلادی در هالووی، لندن درگذشت و در ضلع شرقی گورستان هایگیت به خاک سپرده شد. دو سال پس از مرگ او، اشعار منتخب و بعداً نامه‌های او با ویرایش مکموردو منتشر شد.

## آثار شیشهٔ رنگی
- سنت ماری، مورتیهو، دوون (۱۸۸۸ میلادی).[۵]
- باکره‌های خردمند، سنت مایکل و همهٔ فرشتگان، واترفورد، هرتفوردشایر (۱۸۸۸ میلادی).[۶]
- فرشتگان‌مقرب، کلیسای سنت کاتبرت، دارلینگتون، دورهام، انگلستان (۱۸۸۹ میلادی).[۶]
- کلیسای سنت پیتر، کرنبورن، برکشایر.
- فرشتگان و تغییرشکل، سنت اندرو، ماچ هدهام، هرتفوردشایر (۱۸۹۱ میلادی).
- براونیز، سولهام هاوس، نیومارکت (۱۸۹۵ میلادی)، (در حال حاضر در موزهٔ ویکتوریا و آلبرت به نمایش گذاشته شده‌است).[۱۰]
- کلیسای سنت لوک، کمبرول.[۵]

## برگزیدهٔ نوشتارها
- «شعرها و سرودها»، ایمیج، سلوین (۱۸۹۴ میلادی)؛ لندن: ای. متیوز؛ ص. ۴۷.
- «چند تأمل در مورد هنر توماس رولندسون و جورج مورلند»، ایمیج، سلوین (۱۹۲۹ میلادی). لندن: باشگاه گردآورندهٔ چاپ.
- «شعرهای سلوین ایمیج»، ویرایش: مکمردو، آرتور هیگیت (چاپ اول)، (۱۹۳۲ میلادی)؛ لندن: الکین، متیوز و ماروت.[۴]
- «شعرها»، (۱۹۳۲ میلادی)، ویرایش: آرتور هیگیت مکموردو.[۴]
- «نامه‌های سلوین ایمیج»، ویرایش: مکمردو، آرتور هیگیت (۱۹۳۲ میلادی). لندن: گرانت ریچاردز پرونتو لیمیتد. ص. ۲۱۹.
- «شاعران مقدس قرن نوزدهم ادوارد هیز پلمپتر به سلوین ایمیج»، مایلز، آلفرد اچ. (۲۰۱۱ میلادی). بیبلیولایف. ص. ۴۴۰. شابک: ۱۱۱۳۸۸۶۴۶۰–۹۷۸.

## یادداشت
1. ↑  مقام استادی اسلید هنرهای زیبا (به انگلیسی: Slade Professorship of Fine Art) قدیمی‌ترین مقام استادی هنر و تاریخ هنر در دانشگاه‌های کمبریج، آکسفورد و کالج دانشگاهی، لندن است.